# 3-Hydroxybenzaldéhyde
Le 3-hydroxybenzaldéhyde est un aldéhyde phénolique. C'est l'un des trois isomères de l'hydroxybenzaldéhyde.

## Synthèse
Le 3-hydroxybenzaldéhyde a été préparé à partir du 3-nitrobenzaldéhyde, dans une séquence de réduction du groupe nitro, diazotization de l'amine et  hydrolyse,.

## Métabolisme
La 3-hydroxybenzylalcool déshydrogénase est une enzyme qui utilise le 3-hydroxybenzylalcool et la NADP+ pour produire le 3-hydroxybenzaldéhyde, NADPH et H+.